# Billet de 50 000 lires Leonardo
Recto
Verso
Le 50 000 lires Leonardo est un billet de banque italien introduit en 1967. Il est le premier billet d'une valeur de 50 000 lires émis par la banque d'Italie.

## Histoire
L'introduction simultanée des premiers billets de 50 000 et de 100 000 lires est décidée par le gouvernement d'Aldo Moro et le ministre du Trésor Emilio Colombo. La valeur de 50 000 lires est alors très élevée pour l'époque, équivalente à la moitié du salaire moyen d'un ouvrier.
Il est émis de 1967 à 1974. Il est remplacé par le billet de 50 000 lires Volto di donna, soit le 50 000 lires Visage de femme.

## Description
Le billet de 50 000 lires Leonardo, tout comme le billet 100 000 lires Manzoni émis simultanément, a été conçu par le graveur italien Trento Cionini, auteur de plusieurs autres billets de banque italiens.
Le billet est dédié à Léonard de Vinci. Le recto du billet représente son portrait, le verso un panorama du village de Vinci. Le filigrane représente le visage de la sainte Anne tiré du tableau Santa Anna Metterza de Léonard de Vinci, conservé au Musée du Louvre.

## Tirage
Il y a eu 4 tirages du billet de 50 000 lires Leonardo :
- un tirage de 20 000 000 billets en 1967, portant la signature « Carli - Febbraio »[1],
- un tirage de 42 500 000 billets en 1970, portant la signature « Carli - Lombardo »[1],
- un tirage de 30 000 000 billets en 1972, portant la signature « Carli - Barbarito »[1],
- un tirage de 32 500 000 billets en 1974, portant la signature « Carli - Barbarito »[1].

## Sources
- (it) Cet article est partiellement ou en totalité issu de l’article de Wikipédia en italien intitulé « 50.000 lire » (voir la liste des auteurs).